# RAW (revista)
Raw fue una revista de cómics antológica editada por Art Spiegelman y Françoise Mouly y publicada por Mouly desde 1980 hasta 1991. Punta de lanza del movimiento del cómic alternativo de los años 80, sirvió como contrapunto intelectual al visceral Weirdo de Robert Crumb, que seguía más directamente la tradíción del underground representada por Zap o Arcade. Junto a Heavy Metal, mucho más orientada a los géneros, fue en su día una de las principales plataformas con las que contó el cómic europeo en Estados Unidos.

## Números
Volumen 1
- #1 (07/1980): "The Graphix Magazine of Postponed Suicides"
- #2 (12/1980): "The Graphix Magazine for Damned Intellectuals"
- #3 (07/1981): "The Graphix Magazine That Lost Its Faith in Nihilism"
- #4 (03/1982): "The Graphix Magazine for Your Bomb Shelter's Coffee Table"
- #5 (03/1983): "The Graphix Magazine of Abstract Depressionism"
- #6 (05/1984): "The Graphix Magazine That Overestimates the Taste of the American Public"
- #7 (05/1985): "The Torn-Again Graphix Magazine"
- #8 (09/1986): "The Graphic Aspirin for War Fever"

Volumen 2
- #1 (1989): "Open Wounds from the Cutting Edge of Commix"
- #2 (1990): "Required Reading for the Post-Literate"
- #3 (1991): "High Culture for Lowbrows"

- Datos: Q615267